# Apicia olivata
Apicia olivata là một loài bướm đêm trong họ Geometridae.